# Die unsichtbare Loge

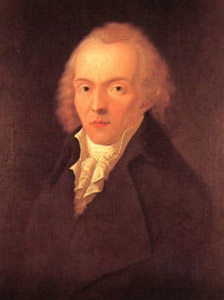
Jean Paul (um 1797)

Die unsichtbare Loge ist der zweite Roman von Jean Paul, der im Januar 1793 bei Karl Matzdorff in Berlin erschien.
In der fürstlichen Residenzstadt Scheerau: Die Liebe des jungen Gustav von Falkenberg zu der schönen Beata von Röper ist unglücklich. Gustav, Kind „von zartem Herzen“, herrnhutisch erzogen, wird bei Hofe von der Residentin von Bouse verführt.

## Inhalt

### Handlung
Erster Teil
Obristforstmeister von Knör gibt seine Tochter Ernestine nur einem Manne zur Frau, der das junge Mädchen zuvor auf dem Schachbrett besiegt hat. Der 37-jährige Rittmeister von Falkenberg, ein sehr schlechter Schachspieler, vollbringt das Kunststück. Das Glück des Paares wird durch eine weitere Restriktion getrübt. Falkenbergs Schwiegermutter hat bestimmt, das erste Kind soll von einem jungen Herrnhuter, dem Genius, volle acht Lebensjahre unter der Erde erzogen und verborgen werden. So geschieht es mit Gustav, dem Helden dieser Biographie, nachdem Ernestine das Kind im Falkenbergischen Rittersitz Auenthal zur Welt gebracht hat. Der kleine Junge wird in einer alten ausgemauerten Höhlung im Schlossgarten noch „nicht gegen die Schönheiten der Natur und die Verzerrungen der Menschen zugleich“ abgehärtet. Nach der achtjährigen Erziehung „unter der Erdrinde“ wird Gustav aus dem „moralischen Treibhaus“ entlassen und steht fortan unter der Obhut der besorgten oberirdischen Eltern. Bald darauf geht aber das Kind im Walde in die Irre. Der Junge überlebt auch dies. Gustav wird von der wohlhabenden Frau Luise von Röper den aufatmenden Eltern wohlbehalten übergeben. Frau von Röper hatte sich im Walde zunächst sehr verwundert. Sah doch der aufgefundene Knabe ihrem teuren, verlorenen Sohn Guido täuschend ähnlich. Für die Ähnlichkeit findet sich rasch eine Erklärung. Gustavs Vater, der Rittmeister, hat noch einen Sohn. Den hatte er unehelich, sechzehn Jahre vor seiner Ehe, mit der Geliebten Luise gezeugt und sich aus dem Staube gemacht. Luise hatte Glück im Unglück. Der Geldgreifgeier Kommerzienagent von Röper, „nur ein äußerlicher Renegat des Katholizismus“, hatte sie zur Frau genommen. Luise hatte Guido mit in die Ehe gebracht. Aus der Verbindung Luises mit dem Kommerzienagenten war Beata hervorgegangen.
Gustav findet – auch wieder im Walde – seinen späteren Freund Amandus, Sohn des Doktor Zoppo aus Pavia. Dem kleinen Italiener erging es schlecht in Deutschland. Eine „teuflische Augenärztin“ hatte den Kleinen ins Dickicht gelockt, um ihm das Augenlicht zu rauben. Zum Glück kommt Amandus – dank Gustav – in die richtigen Hände. Pestilenziar Medizinalrat Dr. Fenk, der sich nebenbei um die weitere Erziehung Gustavs kümmert – stellt erleichtert fest: „Er wird nicht blind!“ und bezeichnet Amandus als sein Kind, nimmt den Jungen unter seine Fittiche. Fenk war auch der Erzieher von Ottomar gewesen. Das ist der erwachsene natürliche Sohn des Regierenden Fürsten in Scheerau.
Der Rittmeister besteht auf der militärischen Ausbildung Gustavs. Der stille, inzwischen 18-jährige Sohn des Rittmeisters wird Kadett. Der „unter der Erde erzogne Sonderling“ ist jedoch für den Beruf des Offiziers nicht geschaffen. „Gustavs Seele“ ist „ein gemäßigtes Land ohne Stürme, voll Sonnenschein ohne Sonnenhitze“. Aber „die Sturmmonate seines Herzens rücken näher“. Bei Hofe begegnet Gustav, mittlerweile in den 20er Jahren seines jungen Lebens, der Residentin von Bouse und ihrem „Gesellschaftfräulein“ Beata.
Zweiter Teil
„Zwei keusche“ junge „Menschen“ – Gustav und Beata – finden sich im Schlosse. Da ist jedoch noch Amandus. Beata ist die Geliebte seines Herzens. Doch Amandus hat die „Nervenschwindsucht“ und hört „schon den Abendwind seines Lebens wehen“. Kurz vor seinem Tode – verursacht durch einen „Nervenschlag“ – bringt er noch Beata und Gustav zusammen. Unheil droht allerdings von anderer Seite. Dem Fürsten hat Beata nämlich zu viel Unschuld. Der Regierende wartet auf die Gelegenheit, dem jungen Mädchen „eine kurze Liebe anzubieten“. Die findet sich nach einer Theateraufführung anlässlich des Geburtstags der Residentin. Beata allerdings weist den „scheerauischen Thron-Insaß“ zurück. Der Fürst zieht ab. Gustav allerdings hat nicht die Hälfte von Beatas Widerstandskraft. Der unschuldige, „unterirdisch“ erzogene Jüngling erliegt in derselben Nacht nach der Aufführung der Verführungskunst der von Bouse. Konsequent verlässt der „Befleckte“ die Geliebte Beata. Beide ziehen sich, erkrankt, vom Hofe zurück und suchen – jeweils bei den Eltern – Zuflucht.
Viele Monate danach kommt es auf der ostindischen Insel Teidor zu einer schüchternen Annäherung des leidlich wieder gesundeten Paares. Beide sind unter lauter Freunden nicht mehr als Freunde. Gustav muss zusammen mit Ottomar eine „längere Gesandtschaftsreise“ antreten. Kurz nach der Abreise erreicht Beata die Nachricht von dem Unglück: Gustav sitzt im Gefängnis.

### Schulmeisterlein Maria Wutz
Jean Paul hat dem Roman die Erzählung Leben des vergnügten Schulmeisterlein Maria Wutz in Auenthal. Eine Art Idylle beigegeben.

### Ausläuten
In seinen Sieben Letzten Worten an den Leser spricht Jean Paul ihm Trost zu: „Lebst du noch, Sterblicher?… Kennst du mich? – Ich bin der Engel des Friedens und der Ruhe, und in deinem Sterben wirst du mich wiedersehen. Ich liebe und tröste euch Menschen und bin bei eurem großen Kummer. – Wenn er zu groß wird, wenn ihr euch auf dem harten Leben wundgelegen: so nehm’ ich die Seele mit ihren Wunden an mein Herz und trage sie aus eurer Kugel, die dort in Westen kämpft, und lege sie schlummernd auf die weiche Wolke des Todes nieder“.

## Jean Paul
Jean Paul, der Autor, Belletrist, Hofmeister Gustavs, Jurist, Rechtskonsulent, Lebensbeschreiber und Ich-Erzähler spricht unausgesetzt beiseite: „Man erlaube mir, eine scharfsinnige Bemerkung zu machen“. Oder er wirft ein: „Ich bitte die Kritik um Verzeihung, wenn…“.
- Auf Seite 160 deckt der Dichter die Karten auf; redet sich mit „lieber Jean Paul“[14] an.
- Sein Werk untergliedert er nicht in Kapitel, sondern in Sektoren. Das sollen Ausschnitte von dieser Welt sein. Wenn es unvernünftig wird, eröffnet Jean Paul kurzerhand einen neuen Sektor, „worin mehr Vernunft ist“[15].
- Unterwegs im Text gibt Jean Paul den Rezensenten und Redakteuren mehr als einmal Fingerzeige[16] oder aber er bittet die Kritikerschar vorab um Vergebung[17].
- Zwar lässt Jean Paul den werten Leser sogar einmal „ans Sprachgitter[18] oder ins Parloir“[19], doch er geht mit ihm nicht zimperlich um. Jean Paul muss erst ein paar Monate geschrieben haben, bis er den Leser so eingesponnen hat, dass er ihn werfen und zerren kann, wie er nur will[20].
- Erzählen lässt er seine Figuren nur ungern. Lieber behält er das Heft in der Hand: „Ich selber erzähle als Autor wieder“[21].
- Der Erzählton bleibt meist humoristisch. Nachdem der Rittmeister seine Ernestine geheiratet hat, will sich Jean Paul „in neun Monaten den Helden dieses Buches abliefern“ lassen[22].
- Zum „Pöbel“ kann Jean Paul beim besten Willen nicht gerechnet werden. Schreibt der Ich-Erzähler doch „wir Großen…“[23].
- Jean Paul weiß genau, wie gesprächig er ist, wenn er, endlich auf Seite 52 angekommen, einflicht: „Jetzo geht erst meine Geschichte an“[24].
- Die „Deklinationen und Konjugationen“ hat er fest im Griff: „Bei mir steht kein Zug umsonst da“[25]. Bei alledem ist er sich seiner natürlichen Grenze wohl bewusst, wenn es um die überirdischen Dinge geht: „Könnt’ ich seinen [Gustavs] ersten Kuß tausendmal brennender abmalen…“[26]. Ganz sprachlos allerdings wird er nie, auch dann nicht, wenn „so manches“ seinem „Herzen und“ seiner „Sprache zu groß wird“[27].
- Lästige Romanpersonen werden bei nächster Gelegenheit entlassen: „Wir werden nichts mehr von ihr [der Schäferin] hören. – So wird es durch das ganze Buch fortgehen…“[28].
- Ab und zu gerät diese „Lebensbeschreibung“ Gustavs zu der Jean Pauls, z. B., als letzterer sich um den Posten des Gerichthalters, also des Amtmannes in Maußenbach bemüht und diese Stelle auch besetzt[29]. Nun tituliert er sich – nicht ohne Stolz – „Regierungsadvokat“ und „Schriftsteller im lebensbeschreibenden Fache“[30]. Oder z. B., als er über Leute plaudert, die er „in Leipzig gekannt“[31].
- Eingewoben in die Geschichte Gustavs und die des „lieben Paul“ ist auch noch die Mär vom „sehr reichen“ geheimen Legationsrat Herrn von Oefel, einem Konkurrenten Jean Pauls aus der Romane schreibenden Zunft[32]. Oefel schreibt auch ein Buch über Gustav! Jean Paul ist allwissend. Er weiß z. B., was sein Kontrahent, der „Romanen-Steinmetz“ Oefel, denkt[33]. Aber das Kontra wird maßvoll artikuliert. Jean Paul bezeichnet Gustav als den Helden „zweier gut geschriebner Bücher“[34].
- Hochachtung hat Jean Paul vor vier seiner Figuren. Das sind Ottomar, Gustav, der Genius und Herr Dr. Fenk[35].

## Zitate
- Alles Schöne aber ist sanft[36].
- Alles Große oder Wichtige bewegt sich langsam… – die Wolken bei schönem Wetter[37].
- Der Mensch ist nie so schön, als wenn er um Verzeihung bittet oder selber verzeiht[38].
- Der innere Mensch hat keine Zunge[39].

## Selbstzeugnisse
- Anlässlich der 2. Auflage des Romans nennt Jean Paul das Werk am 24. Juni 1821 eines „seiner liebsten Kinder“[40]. Schon am 17. März 1800 schreibt er an Josephine von Sydow: „Es liegt das Morgenroth und der Morgenthau der ersten Empfindung auf ihren Blaettern, es sind grüne moecht’ ich sagen“[41].
- In seiner Entschuldigung vom Oktober 1825 nennt Jean Paul – kurz vor seinem Tode – das Romanfragment „eine geborne Ruine“[42] und bereits 1792 „ein corpus vile, an dem ich das Romanenmachen lernte“[43].
- Der Titel „unsichtbare Loge soll etwas aussprechen, was sich auf eine verborgene Gesellschaft bezieht“[44]. Allerdings verrät Jean Paul im selben Atemzug, der Schleier werde erst im „Schlußband“[45] gelüftet. Leider liegt dieser nicht vor. Der Roman bleibt Fragment.

## Rezeption
Titel
- Nach Walter Höllerer gerät Gustav „als Verschwörer“ [Mitglied einer Loge] in Gefangenschaft[46].
- Auch Gert Ueding denkt an einen „Geheimbund, für dessen Zugehörigkeit Gustav verhaftet wurde“[47].

Groteske
- Karl Philipp Moritz schreibt, der Roman sei „eine Übersetzung von Rousseaus Emile ins Deutsch-Groteske“[48].
- Hanns-Josef Ortheil warnt den Leser ausdrücklich vor der Unsichtbaren Loge, diesem „Dickicht, wo vieles Undurchschaubare passiert“[49]. Mit solchem allgemein gültigen Urteil geht Ortheil konform mit Jean Paul, wenn dieser, das Beste hoffend, eine Klage anstimmt: „Gebe doch der Himmel, daß der Leser alles versteht…“[50].

Fragment
- Nach Walter Höllerer schreibt Jean Paul Die unsichtbare Loge nicht zu Ende, weil er den Roman unter dem Titel Hesperus neu verfasst[51].
- Günter de Bruyn findet für den Abbruch einen allzumenschlichen Grund: Jean Paul flüchte aus dem ersten in den zweiten Roman[52].
- Zusammenfassung der Begründungen für den Fragmentcharakter von Höllerer und de Bruyn: Flucht aus der gebornen Ruine, Artikel vom 1. Juni 2018.
- Auf das „Unfertige“ – geradezu als Charakteristikum in Jean Pauls Romanen – geht Berhorst bei der Besprechung der Unsichtbaren Loge ein[53].

Etliche Belege für den Fragment-Charakter finden sich im Text selbst:
- - Unverständlich erscheint z. B., wenn Dr. Fenk seinen „kalten interpolierten Körper“ sonnt[54].
  - Als nach Amandus’ Tode der Leser auf die obligate Bestattungsszene eingestimmt ist, wird unmotiviert der plötzlich scheintote Ottomar zu Grabe getragen. Das ist umso verwunderlicher, da doch Ottomar im Roman nur überaus sparsam agieren darf[55].
  - Die Passage: „…trocknete das eine Auge mit dem weißen Tuche und sah Gustav mit dem zweiten rein und strömend an…“[56] grenzt wohl fast ans Lächerliche.

## Ausgaben
Quelle
- Norbert Miller (Hrsg.): Jean Paul: Die unsichtbare Loge. Eine Lebensbeschreibung. Mumien. in: Jean Paul: Sämtliche Werke. Abteilung I. Erster Band. S. 7–469. Wissenschaftliche Buchgesellschaft Darmstadt. Lizenzausgabe 2000 (© Carl Hanser München Wien 1960 (5.,korr. Aufl. 1989), ISBN 978-3-446-10745-8). 1359 Seiten. Mit einem Nachwort von Walter Höllerer (S. 1313–1338), Bestellnummer 14965-3

Erstausgabe
- Jean Paul: Die unsichtbare Loge. Eine Biographie von Jean Paul. Karl Matzdorffs[57] Buchhandlung Berlin 1793. 2 Bände, 460 Seiten. Mit einem Titelkupfer von D. Chodowiecki und 2 gestochenen Titelvignetten von H. Sintzenich.
  - Bd. 1. Matzdorff, Berlin 1793. (Digitalisat und Volltext im Deutschen Textarchiv)
  - Bd. 2. Matzdorff, Berlin 1793. (Digitalisat und Volltext im Deutschen Textarchiv)

Weitere Ausgaben
- Jean Paul: Die unsichtbare Loge. Eine Lebensbeschreibung. Reimer, Berlin 1822. 2. verbesserte Aufl. 2 Bände. 40, röm. num. Seiten (Vorreden), 392, 462 Seiten.
- Klaus Pauler (Hrsg.): Jean Paul: Die unsichtbare Loge. 495 Seiten, Leinen. Verlag edition text + kritik 1981. Text der Erstausgabe von 1793 mit den Varianten der Ausgabe von 1826, Erläuterungen, Anmerkungen und Register, ISBN 978-3-88377-089-5
- Jean Paul: Die unsichtbare Loge. Piper, München 1986. 584 Seiten, ISBN 3-492-10573-4